# Bertula bidentata
Bertula bidentata är en fjärilsart som beskrevs av Alfred Ernest Wileman 1915. Bertula bidentata ingår i släktet Bertula och familjen nattflyn. Inga underarter finns listade i Catalogue of Life.